# Wełyka Kardaszynka
Wełyka Kardaszynka (ukr. Велика Кардашинка) – wieś na Ukrainie, w obwodzie chersońskim, w rejonie skadowskim, w hromadzie Hoła Prystań. W 2001 liczyła 1443 mieszkańców, spośród których 1372 wskazało jako ojczysty język ukraiński, a 71 rosyjski.